# Karl Heinrich von Boetticher
Karl Heinrich von Boetticher (Stettin, 1833. január 6. – Naumburg an der Saale, 1907. március 6.) porosz miniszter és a német birodalmi belügyi minisztérium államtitkára.

## Életútja
Jogot végzett s 1865-ben a kereskedelmi, 1869-ben pedig a belügyí minisztériumban nyert alkalmazást. 1872-ben titkos tanácsos és előadó, 1879-ben pedig Schleswig-Holstein helytartója lett. Mint a porosz képviselőház (1867-70) és (1878-tól) a német birodalmi gyűlés tagja a birodalmi párthoz tartozott és mint a mérsékelt védvám-rendszer híve az agráriusokhoz szított. E körülmény bensőbb viszonyba hozta Bismarckkal, aki Boettichert 1880 szeptemberében porosz miniszterré és a német birodalmi belügyi hivatal államtitkárává nevezte ki. Ezen állásában rendkivüli tevékenységet fejtett ki a szociális reformok keresztülvitele érdekében, így a balesetek alkalmával fizetendő kártérítés ügyében és az 1889. évi öregek és rokkantak javára alkotott törvény keresztülvitelében. 1888. július 1-jén Putkammer váltva a porosz államminisztérium alelnöke lett. Ez állásban mint Bismarck, később pedig mint Caprivi kancellár helyettese igen gyakran védte a kormány eljárását a birodalmi gyűlésben. 1892-ben lemondott, de II. Vilmos császár lemondását nem fogadta el.